# جون بواج
جون بواج (بالإنجليزية: John Boag)‏ (14 فبراير 1965 في المملكة المتحدة - 2006 في المملكة المتحدة) هو لاعب كرة قدم بريطاني في مركز الدفاع. لعب مع نادي دمبرتون ونادي غرينوك مورتون.